# The 1975
The 1975 sono un gruppo musicale pop britannico formatosi nel 2002 a Manchester. È composto da Matthew "Matty" Healy, Adam Hann, George Daniel e Ross MacDonald.
Nel corso della loro carriera hanno pubblicato 5 album in studio, raggiungendo con ciascuno di essi la vetta della classifica britannica. La band ha all'attivo un'intensa attività concertistica, oltre ad aver partecipato all'edizione 2014 e 2016 del Coachella Festival.

## Storia

### Formazione
Matty Healy è figlio degli attori Denise Welch e Tim Healy, e crebbe tra Newcastle e Manchester. Incontrò Ross MacDonald, Adam Hann e George Daniel alla Wilmslow High School, nei pressi di Manchester, da teenager, e iniziarono a suonare insieme nel 2002.
Il gruppo si formò quando gli addetti del comitato locale organizzarono alcuni show per ragazzi e Hann propose ad Healy di prendere parte insieme ad uno di questi. La band iniziò a suonare alcune cover, fino alla stesura della loro prima canzone. Dopo l'invito di Hann agli altri membri a formare un gruppo, passarono i primi tempi ad esibirsi in un club locale.
In origine Healy era il batterista, ma prese poi il posto del precedente cantante, che lasciò il gruppo per iniziarne uno proprio. Venne reclutato George Daniel come nuovo batterista per completare la formazione.

### Gli EP (2012-13)
La pubblicazione del loro primo EP, chiamato Facedown, nell'agosto 2012, vede per il gruppo l'importante momento del primo passaggio in radio della loro canzone "The City", all'interno dello show "BBC Introducing" di Huw Stephens sulla radio nazionale BBC Radio 1.
Tornano all'attenzione della radio nazionale verso la fine del 2012, quando il DJ di Radio 1 Zane Lowe dà il proprio supporto alla canzone "Sex", estratta dal secondo EP, riportante proprio il nome della canzone e pubblicato il 19 novembre 2012. Intraprendono quindi il loro primo tour per Regno Unito e Irlanda, che si protrae fino agli inizi del 2013, prima di iniziare un tour negli Stati Uniti in primavera.
Subito dopo la pubblicazione dell'EP Music for Cars il 4 marzo 2013, trovano il successo nelle classifiche con il singolo "Chocolate", che raggiunge il 19º posto nella classifica dei singoli nel Regno Unito. Il 20 maggio 2013 la band pubblica IV, il quarto EP, il quale include anche una nuova versione di "The City", altro successo radiofonico casalingo e all'estero.
Il gruppo prende intensivamente parte a molti show, per supportare la pubblicazione e promuovere il proprio album d'esordio. Aprono il concerto dei Muse all'Emirates Stadium di Londra, il 26 maggio 2013, in occasione del The 2nd Law World Tour. Partecipano inoltre ad un tour negli Stati Uniti con i The Neighbourhood nel giugno 2013, e supportano i Rolling Stones a Hyde Park il 13 luglio 2013. Ad agosto 2013 si sono esibiti sul Festival Republic Stage al Festival di Reading e Leeds.
In un articolo riguardante il gruppo, Elliot Mitchell di When the Gramophone Rings scrive che pubblicare una serie di EP prima dell'album di debutto è stata "una mossa vista come necessaria per fornire un contesto ampio al sound della band, invece che costruirlo con soli singoli." Matthew Healy ha affermato che "Non saremmo stati in grado di pubblicare l'album senza prima pubblicare gli EP, poiché volevamo essere sicuri di poterci esprimere propriamente prima di lanciare questo lungo e ambizioso disco d'esordio."

### The 1975(2013-2015)
The 1975, l'album di debutto che prende il nome dalla band stessa, viene pubblicato il 2 settembre 2013. È co-prodotto da Mike Crossey, che ha in precedenza lavorato con Arctic Monkeys e Foals. Il principale singolo promozionale dell'album è la versione rielaborata di "Sex", pubblicata il 26 agosto 2013. La canzone viene presentata in anteprima da Zane Lowe nel proprio show su Radio 1 l'8 luglio 2013, e successivamente accompagnata da un video musicale su YouTube il 26 luglio 2013. L'album ha debuttato al primo posto della Official Albums Chart.

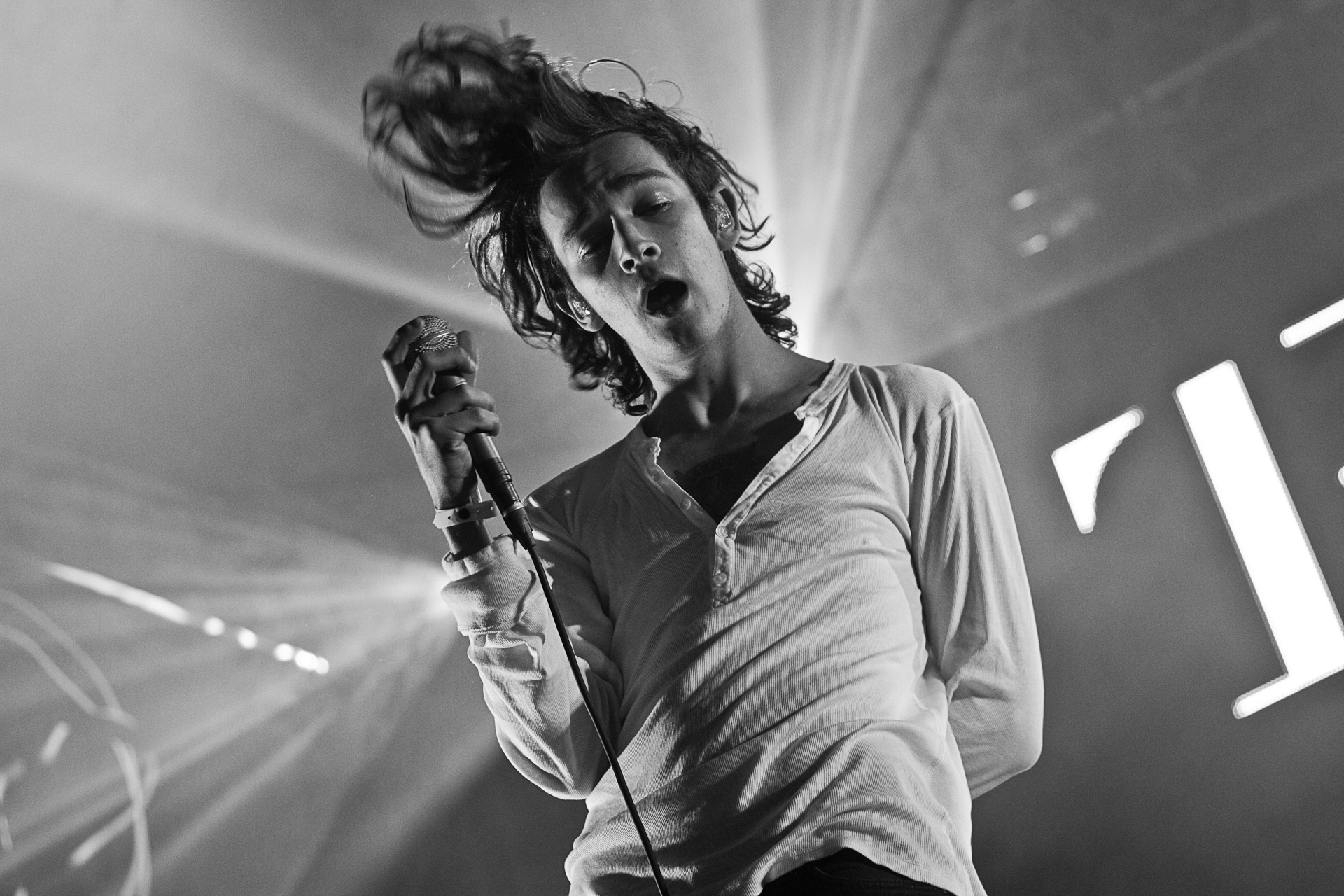
Il frontman Matthew Healy al Southside Festival 2014

Il gruppo ha attraversato il Regno Unito in tour nel settembre 2013, suonando tra l'altro come headliners al Freedom Festival di Hull, come celebrazione della designazione a UK City of Culture 2017, e all'iTunes Festival l'8 settembre 2013, come opening act ai connazionali Bastille. La band intraprende un tour americano nell'ottobre 2013 ed europeo il mese successivo, e a gennaio 2014 prende parte a concerti in Nuova Zelanda e Australia.. Nel settembre 2013, suonano a Londra, con tre show sold out allo Shepherds Bush Empire, Ad aprile 2014 partecipa al Coachella Festival e suona alla Royal Albert Hall.. La prima metà del 2015 è stata, invece, dedicata alla registrazione del secondo album.

### I Like It When You Sleep, For You Are So Beautiful Yet So Unaware Of It(2015-2018)
L'8 ottobre 2015, il gruppo ha annunciato il secondo album in studio, dal nome I Like It When You Sleep, For You Are So Beautiful Yet So Unaware Of It, a volte abbreviato nella sigla ILIWYSFYASBYSUOI. L'album è composto da 17 tracce ed è uscito il 26 febbraio 2016. Hanno inoltre presentato il loro primo singolo dall'album, intitolato "Love Me". Il gruppo tornerà in tour a novembre, con un tour inglese, per poi passare agli Stati Uniti a dicembre, Oceania a gennaio 2016, per concludere in Europa ad aprile.

### A Brief Inquiry Into Online Relationships(2018-2019)
Il 31 maggio 2018, i The 1975 presentano alla radio nazionale BBC Radio 1 il singolo Give Yourself a Try, che anticiperà l'album A Brief Inquiry into Online Relationships, in uscita a novembre.
Il 1º giugno seguente esce il video del singolo Give Yourself a Try, diretto da Diane Martel. Inoltre la band annuncia l'uscita di un quarto album, previsto per maggio 2019.
Il 19 luglio 2018 esce il secondo singolo promozionale, dal titolo Love It If We Made It.
Il 15 agosto seguente esce il terzo singolo TooTimeTooTimeTooTime, proposto per la prima volta durante il programma radiofonico Hottest Record In The World della BBC Radio 1.Il 30 novembre 2018 viene quindi pubblicato l'album A Brief Inquiry into Online Relationships, terzo disco in studio della band, coprodotto da due membri del gruppo stesso, ovvero George Daniel e Matty Healy e non, come i precedenti, da Mike Crossey.